# Короткова (деревня)
Короткова — деревня в Упоровском районе Тюменской области. Входит в состав Буньковского сельского поселения, расположена на левом берегу реки Емуртла.Расстояние до областного центра города Тюмени 165 км, районного центра села Упорово 25 км, села Буньково 2 км.

## Административное деление
- 1745 Сибирская губерния, Ялуторовский дистрикт, Суерский острог, деревня Кропанидина. Первое упоминание в ревизской сказке 1762 года.[2]
- 1782 Тобольское наместничество, Ялуторовский уезд, Суерский острог, деревня Короткова.[3]
- 1796 Тобольская губерния, Ялуторовский округ, Суерская волость, деревня Короткова.[3]
- 1884 Тобольская губерния, Ялуторовский округ, Коркинская волость, деревня Короткова.[3]
- 1898 Тобольская губерния, Ялуторовский уезд, Коркинская волость, деревня Короткова.[3]
- 1909 Тобольская губерния, Ялуторовский уезд, Голопуповская волость, деревня Короткова.[3]
- 1912 Тюменская губерния, Ялуторовский уезд, Петропавловская волость, деревня Короткова.[3]
- 1919 Тюменская губерния, Ялуторовский уезд, Петропавловская волость, Коротковский сельский совет, деревня Короткова.[3]
- 03.11.1923 Уральская область (РСФСР), Тюменский округ, Суерский район, Буньковский сельский совет, деревня Короткова.[3]
- 08.08.1930 Уральская область (РСФСР), Суерский район, Буньковский сельский совет, деревня Короткова.[3]
- 01.01.1932 Уральская область (РСФСР), Упоровский район, Буньковский сельский совет, деревня Короткова.[3]
- 17.01.1934 Челябинская область, Упоровский район, Буньковский сельский совет, деревня Короткова.[3]
- 07.12 1934 Омская область, Упоровский район, Буньковский сельский совет, деревня Короткова.[3]
- 14.08.1944 Тюменская область, Упоровский район, Буньковский сельский совет, деревня Короткова.[3]
- 01.02.1963 Тюменская область, Ялуторовский район, Буньковский сельский совет, деревня Короткова.[3]
- 12.01.1965 Тюменская область, Заводоуковский район, Буньковский сельский совет, деревня Короткова.[3]
- 30.12.1966 Тюменская область, Упоровский район, Буньковский сельский совет, деревня Короткова.[3]
- 05.11.2004 Тюменская область, Упоровский район, Буньковское сельское поселение, деревня Короткова.[3]

## Историческая справка
Деревня в начале называлась Кропанидина, с 1782 года Короткова. Основал её Кропанидин в 1730-40-е годы. Первое упоминание о деревне Кропанидиной относится к 1745 году в ревизской сказке 1762 года.
В 1749 году по приказу правительства производилась перепись пограничных поселений, выяснялась численность в них мужчин от 16 до 50 лет и наличие у них оружия. 
Деревня Кропанидина расстояние от оного острога двенадцать верст, которая построена над речкой Емуртлой в ней имеетца дворового строения шестнадцать дворов (16), крестьян от шестнадцати до пятидесяти лет восемь человек (8). У них имеетца по объявлению собственного огненного ружья у пяти человек, а именно: у Ивана Привалова руже винтовка-1, у Ивана Богданова руже винтовка-1, у Федора Короткова руже винтовка-1, у Тихона Мамонова руже винтовка-1, у Егора Лиханова руже винтовка-1.
- Коротковы переехали из деревни Ершовка Казанского уезда в д. Кропонидину 1730-40 годы. Коротков Григорий Гаврилович является прародителем всех Коротковых в деревне. Зятьковы причислены в 1814 году из Лыбаевской волости, Комольцевы переехали в 1870-е гг, Копарушкины из деревни Осеевой в 1790-е гг, Коркины из д. Новая Переладова в 1795 году, Лихановы из Московки и Скородума в 1780-е гг, Мезенцевы из д. Журавлева Кизакской волости в 1880-е гг, Никулины из д. Кобелевка, Старо-Дамоская волость, Алатырский уезд, Симбирская губерния в 1890-е гг, Поповы из села Ингалинского в 1780-е гг, Приваловы в 1770-е гг., Прохоренко из Смоленской области в 1930-е гг., Путиловы в 1740-е гг., Рязановы в 1750-е гг., Рякишевы из д. Бугорки в 1780-е гг., Сучковы из Костромской области в 1908 году, Угрениновы в 1760-е гг., Усольцевы в 1770-е гг., Чирятьевы из села Ингалинского в 1785 г.[5]
- В 1911 году в Коротковой была школа грамоты, две торговых лавки, один хлебозапасной магазин, две ветряных мельниц, одна ветряная мельница, две маслобойни, одна кузница, два кожевенных заведений, пожарная охрана.[5]
- В 1919 году образован Коротковский сельский совет, в 1923 году упразднен, вошел в Буньковский сельский совет.[5]
- В Советское время была начальная школа, детский сад, молочный завод, молочно-товарная ферма. В результате реформирования 1990-х годов всё было ликвидировано, а земли, принадлежащие колхозу «Колос» розданы на паи агрофирме «КРиММ».[5]
- В годы Великой Отечественной войны ушли на фронт 44 человек, из них 15 человек не вернулись домой.[5]

## Население
| 1782 | 1816 | 1834 | 1858 | 1897 | 1989 | 2002 | 2010 |
| ---- | ---- | ---- | ---- | ---- | ---- | ---- | ---- |
| 135  | 194  | 267  | 331  | 517  | 183  | 153  | 151  |

## Церковь
Деревня Короткова относилась к приходу Богородицкой церкви Суерской слободы, с 1908 года — к приходу Петропавловской церкви села Петропавловка. Расстояние до Суерской церкви 12 верст, до Петропавлавской церкви 4 версты.

## Экономика
В 1929 году образован колхоз «Смычка». В 1950 году колхозы «Смычка» (Короткова), «Новое хозяйство» (Буньково) и им. Молотова (Осеева, Бугорки) объединили в один колхоз «Сибирь» с центром в селе Буньково. В 1957 году название колхоза «Сибирь» заменено на «Прогресс». В 1958 году колхоз «Прогресс» Буньковского сельского совета объединился с колхозом «Вперед» Моревского сельсовета в колхоз «Сибирь», в конце 1960-х годов переименован в колхоз «Колос». Он объединил деревни: Бугорки, Буньково, Короткова, Морево, Осеева и Петропавловка.

## Образование
Школа грамоты открылась в 1894 году, в ней обучалось 8 мальчиков и 3 девочки. По распоряжению Тобольского Епархиального Училищного Совета от 24 февраля 1903 года за № 135 школу закрыли. В советское время школу открыли в начале 1930-х годов, с 1974 года дети обучаются в Буньковской школе.

## Транспортная инфраструктура
- В деревне две улицы: Центральная и Береговая.[5]
- В 300 м западнее деревни проходит автомобильная дорога районного значения «Упорово — Коркино».[5]

## Галерея

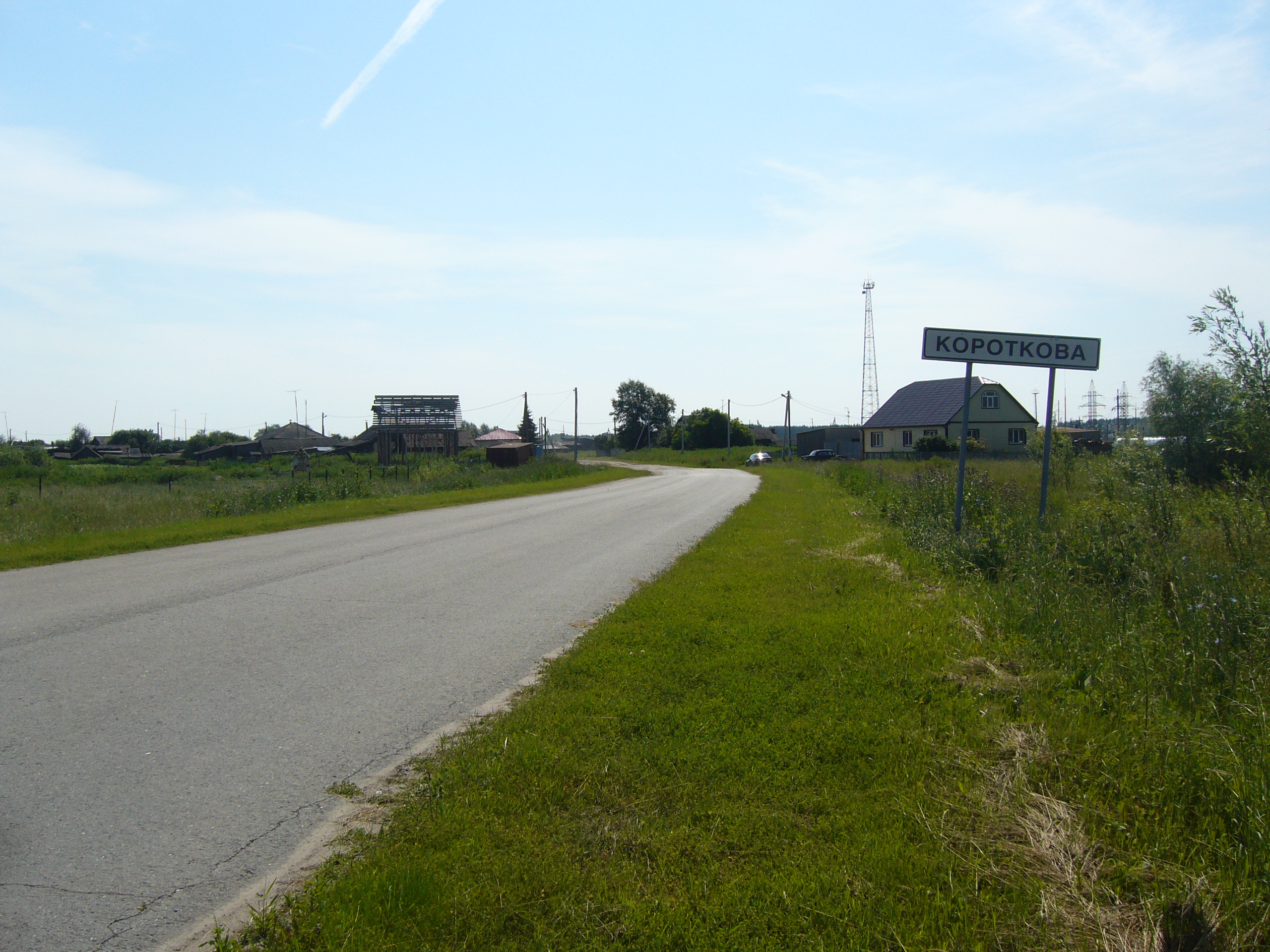
Въезд в д.Короткова
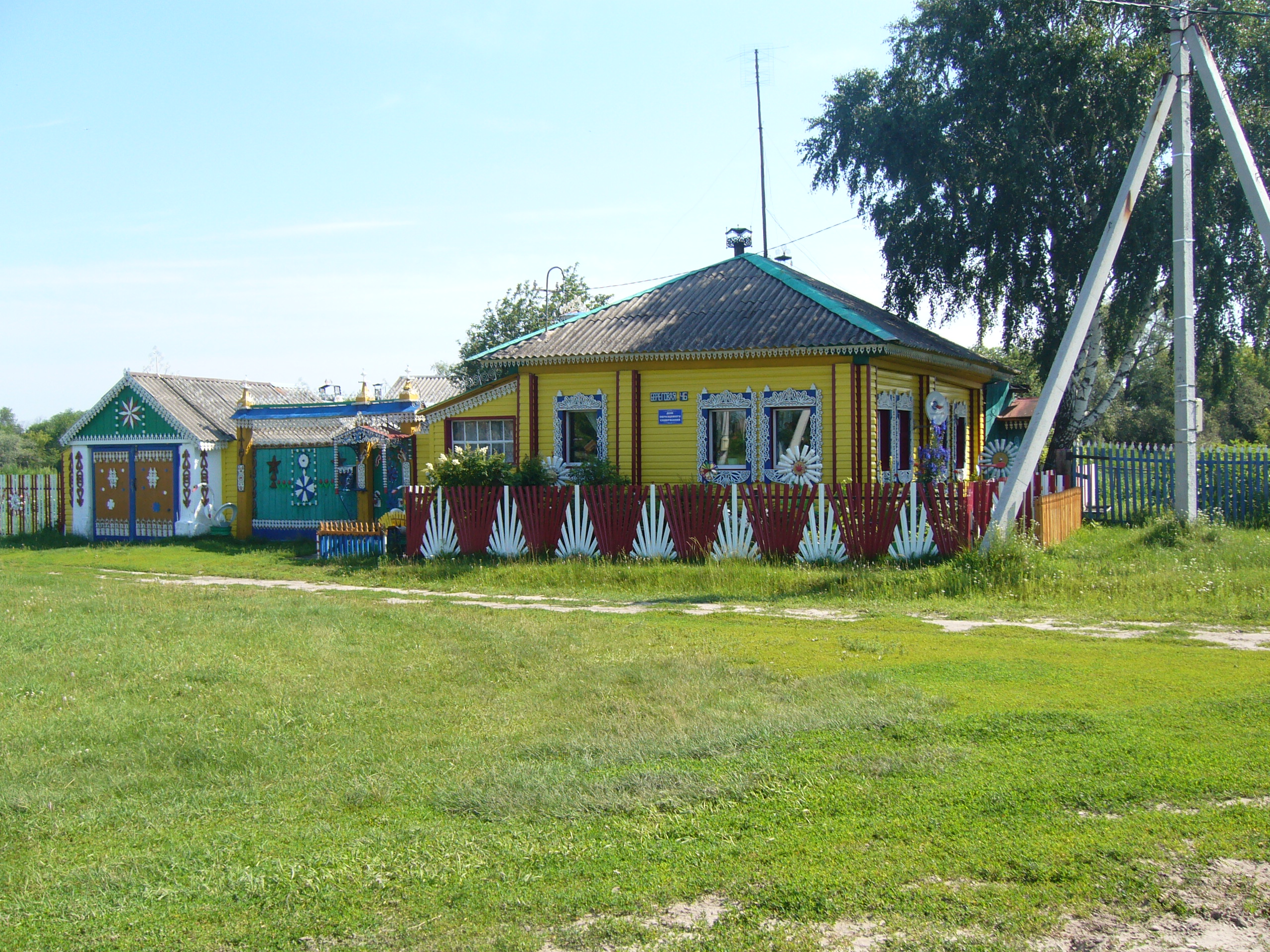
Короткова, ул.Береговая
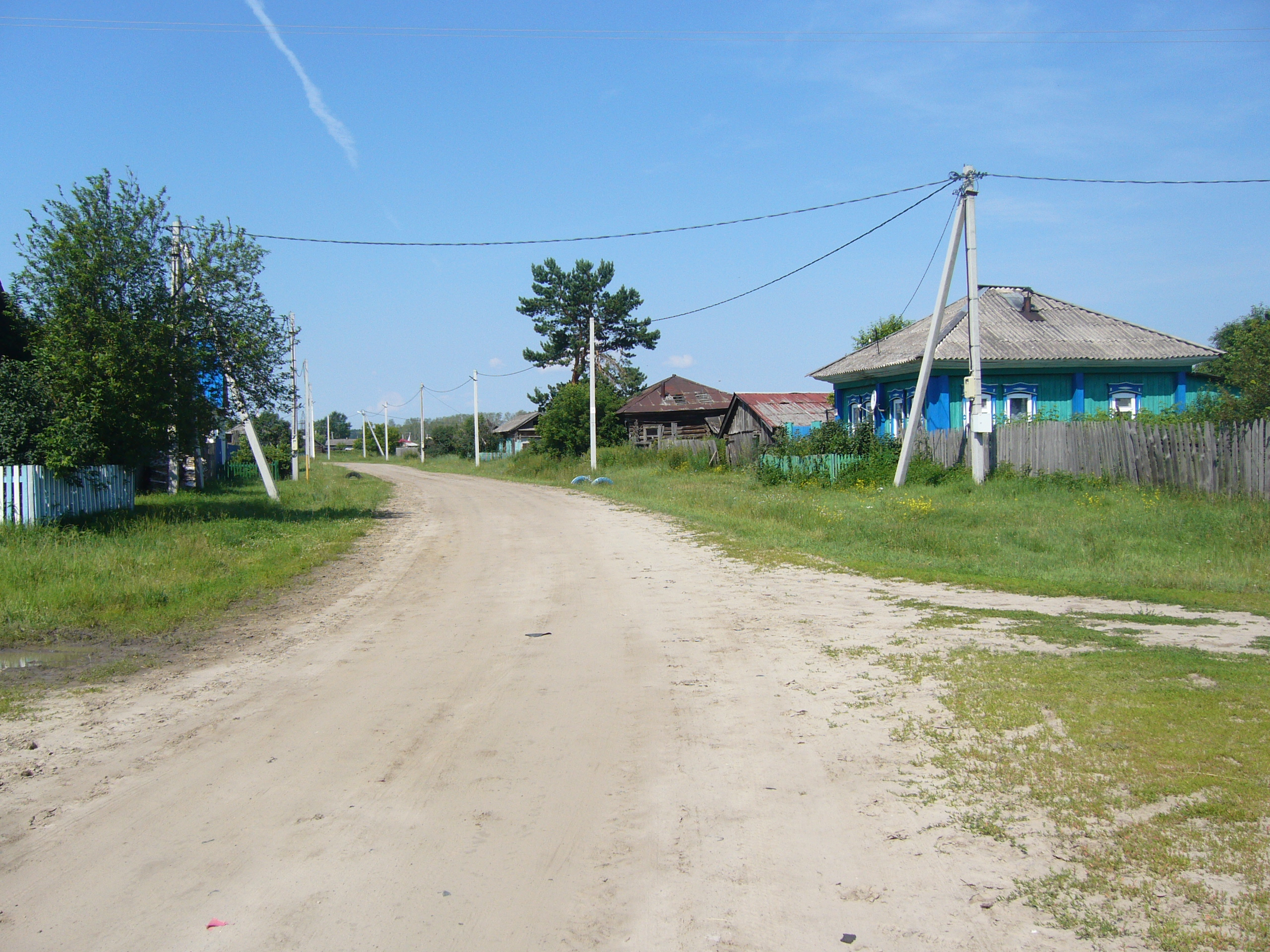
Короткова, ул. Центральная
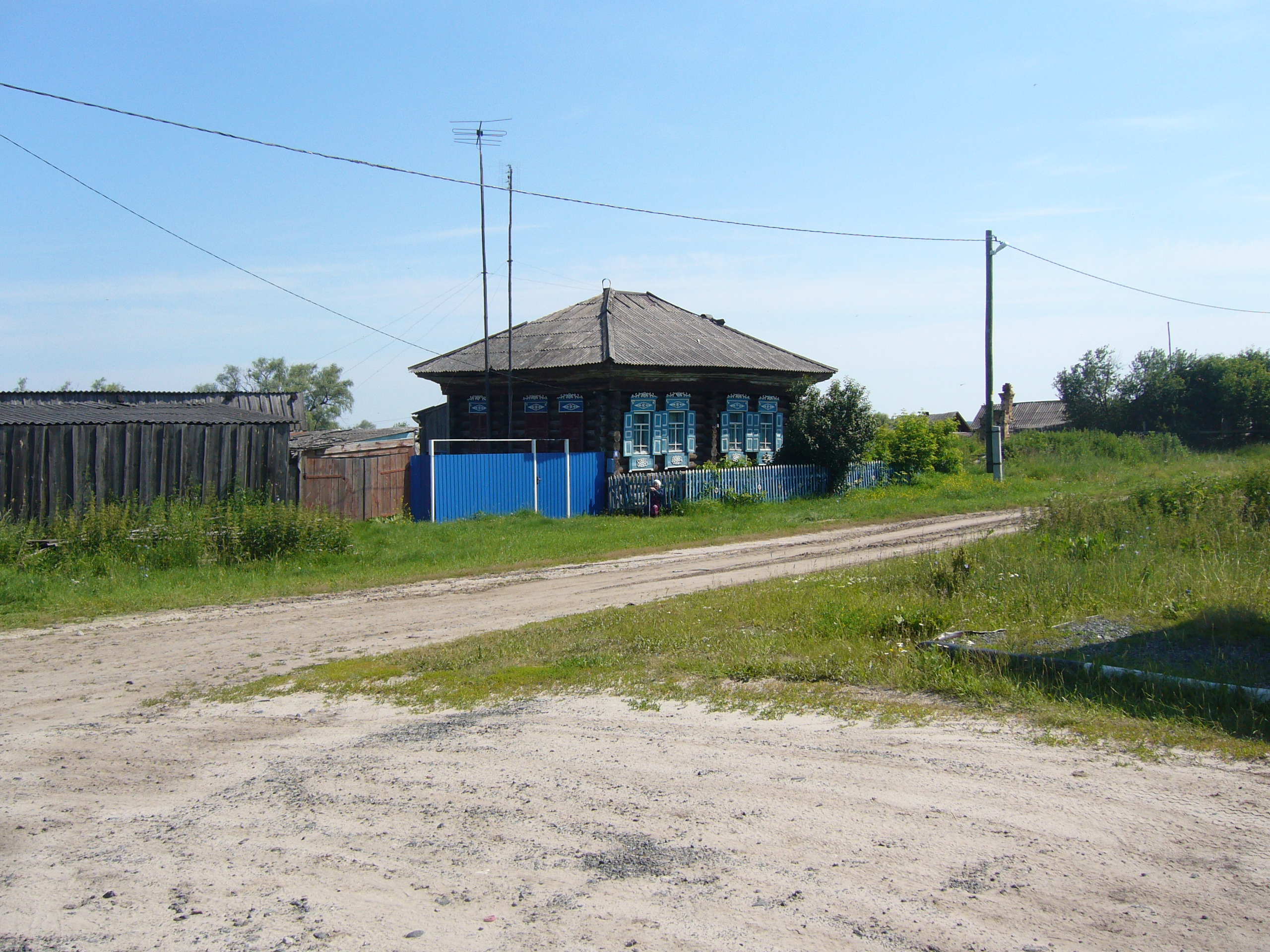
Короткова, ул. Центральная
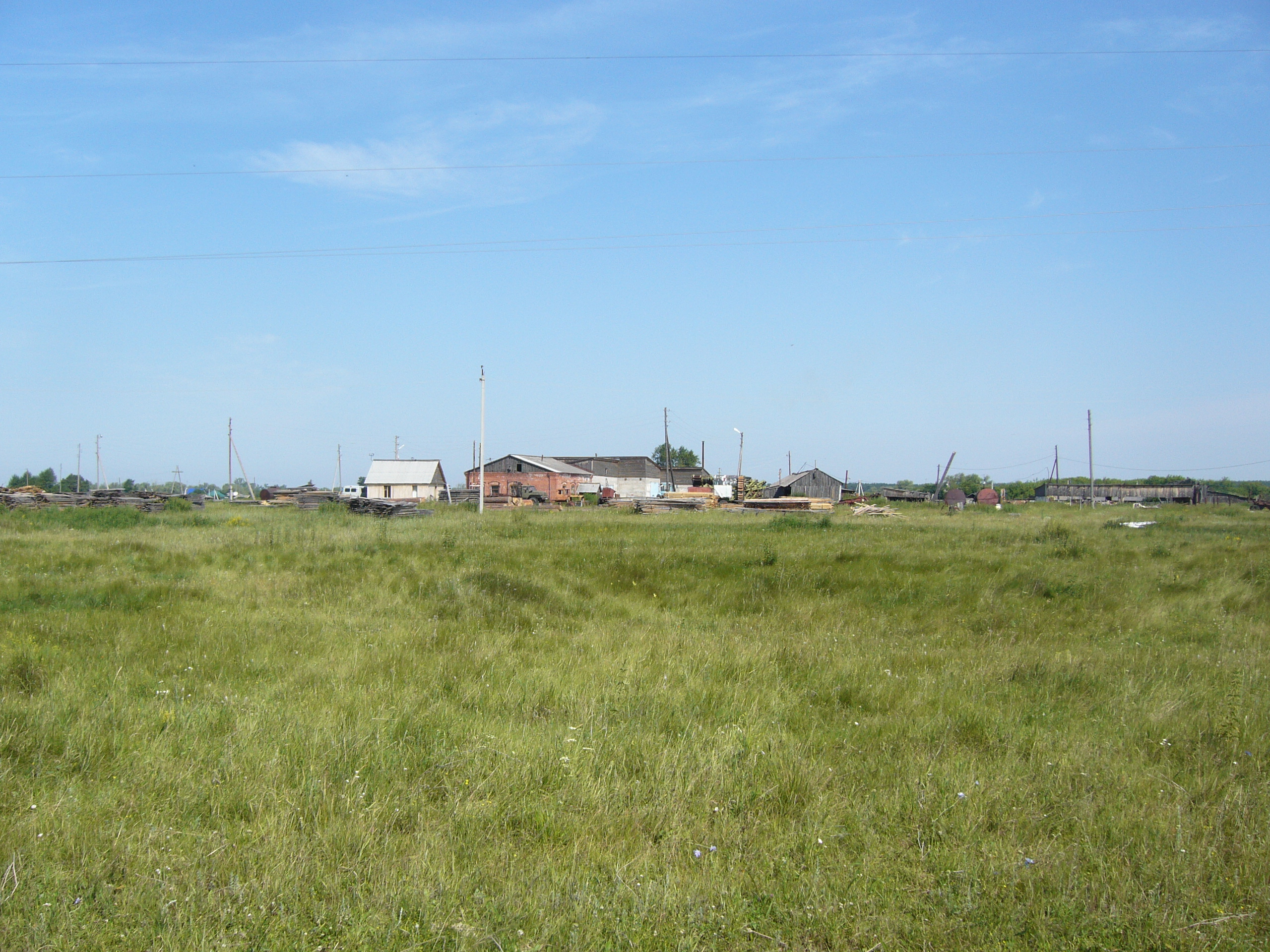
Короткова, ул. Центральная
- Короткова, Морево, Петропавловка